# Yatta (Ausruf)
Yatta stammt aus dem Japanischen und ist die Vergangenheitsform des japanischen Wortes yaru. Die wörtliche Übersetzung bedeutet „Ich hab's geschafft!“ oder auch „Wir haben es geschafft!“. (Im Japanischen wird nicht zwischen der ersten Person Singular und Plural unterschieden.) Gleichzeitig wird „Yatta“ auch als Ausruf wie „Heureka!“ oder „Juhu!“ verwendet.
Hieraus ergeben sich zahlreiche verschiedene Verwendungen des Begriffs Yatta innerhalb der Netz-, Pop- und Filmkultur. Im Folgenden sind einige Beispiele genannt.

## Film
In der US-amerikanischen Fernsehserie Heroes verwendet die Hauptfigur Hiro Nakamura „Yatta“ als Ausruf, um seine Freude über ein gerade geschehenes Ereignis auszudrücken. In einer Schlüsselszene der ersten Staffel entdeckt er seine besondere Fähigkeit, Raum und Zeit zu beeinflussen und teleportiert sich mit einem Augenzwinkern von Tokio auf den New Yorker Times Square. Dort angekommen wirft Hiro seine Arme in die Höhe und schreit: „Yatta“! Die Szene wurde vom Fernsehsender NBC auch in einem Werbespot aufgegriffen. Hierin werfen zahlreiche Menschen rund um den Globus wie Hiro Nakamura ihre Arme in Luft und schreien: „Yatta“!

## Musik
„Yatta!“ bezeichnet zudem ein 2001 veröffentlichtes Lied der japanischen Comedy-Band はっぱ隊 (Happa-tai; Green Leaves). Das Lied wurde zuerst als ein Sketch in der Japanischen Sketch-Comedy-Show 笑う犬の冒険 (Warau Inu no Bōken; Abenteuer eines lachenden Hundes) aufgeführt, wo Happa-tai, die im Stil einer typischen Boy Band auftraten, durch einige der bekanntesten Comedians Japans dargestellt werden. Im Internet wurde das Lied extrem bekannt durch die Verbreitung des Musik-Videos und zusätzlich einer Flash-Animation, genannt „Irrational Exuberance“, die das Lied zur Grundlage nahm (Animation).
Das Video zeigt die Mitglieder der Gruppe, wie sie eine Mischung aus Englisch und Japanisch singen und ausgelassen tanzen, wobei sie lediglich Unterwäsche mit einem großen grünen Blatt (Green Leaf) darauf tragen. Das Wort Yatta bedeutet so viel wie „Wir haben es geschafft!“ oder „Alles bestens!“. Der Pop-Song klingt optimistisch und motivierend, wobei er den japanisch-gemeinschaftlichen Stil aufgreift und mit seinen sechs synchron tanzenden Sängern eine Parodie auf Boygroups darstellt.
Am 18. April 2001 kam die Single „Yatta!“ durch das Label Pony Canyon in Japan auf den Markt. Überraschend stieg sie auf Platz 6 der Charts ein und erhielt in Japan innerhalb weniger Wochen dreifach Platin. Während der Song eigentlich humoristisch ausgerichtet war, nahm ihn die US-Internet-Gemeinde im Großen und Ganzen als ernsthaft hin, vielleicht auf Grund der gründlich gestalteten Spezialeffekte. Das Unverständnis für solch ein ausführlich gestaltetes Video weitete seinen Bekanntheitsgrad bei westlichen Zuschauern, die die japanischen Texte nicht verstanden, aus.
Dies parodiert auch die Flash-Animation „Irrational Exuberance“, die mit schnellen Bildwechseln und unzusammenhängenden Darstellungen eine weitgehende Sinnlosigkeit des Titels suggeriert. Beinahe jedes gesungene Wort wird dort in eine englische Entsprechung umgewandelt, und sei es nur mit der Darstellung einzelner Buchstaben („QQQQ SSSS“). Für die häufige Verwendung des Wortes „Yatta“ werden wechselnde, US-amerikanische Firmen- und Produktnamen in „Yatta“ umgewandelt, so wird aus der Batterie Duracell die Yattacell, der Game Boy zum Yatta Boy, und Taco Bell zur Yatta Bell. In den Texten finden sich gelegentlich kritische Worte zu Personen der amerikanischen Wirtschaft, ob diese jedoch zur Aussage der Animation hinzugezählt werden können bleibt offen.
Das Lied hat sich seitdem als spaßiger Teil der Internet-Kultur auf vielen unterschiedlichen Websites verbreitet. Die Akteure, die als Happa-tai aufgetreten waren, traten inzwischen sogar in der US-Serie Jimmy Kimmel Live! mit YATTA! auf.